# Pluchea littoralis
Pluchea littoralis là một loài thực vật có hoa trong họ Cúc. Loài này được Thulin miêu tả khoa học đầu tiên.